# Pokrovka, Prîlukî
Pokrovka (în ucraineană Покровка) este un sat în comuna Neteajîne din raionul Prîlukî, regiunea Cernihiv, Ucraina.

## Demografie
Componența lingvistică a localității Pokrovka
     Ucraineană (93,69%)
     Rusă (3,6%)
     Română (2,7%)
Conform recensământului din 2001, majoritatea populației localității Pokrovka era vorbitoare de ucraineană (93,69%), existând în minoritate și vorbitori de rusă (3,6%) și română (2,7%).